# Goiânia Esporte Clube
Maillots
Dernière mise à jour : 9 février 2012.
Le Goiânia Esporte Clube est un club brésilien de football basé à Goiânia dans l'État de Goiás.

## Palmarès
- Championnat du Goiás (14) :
  - Champion : 1945, 1946, 1948, 1950, 1951, 1952, 1953, 1954, 1956, 1958, 1959, 1960, 1968, 1974